# Шепетін Володимир Леонідович
Шепетін Володимир Леонідович (16 вересня 1948, Харків — 25 березня 2007) — український політик, підприємець.

## Життєпис
Народився 16 вересня 1948 р. у Харкові.
У 1967 р. закінчив Харківський будівельний технікум, у 1973 р. — Харківський політехнічний інститут, за фахом — інженер-електрик.
У 1967—1989 рр. — працював в сільському будівництві.
У 1989—1991 рр. — віце-президент з економіки Спілки оздоровчих і медико-технічних кооперативів СРСР, член правління і голова постійної економіко-правової комісії Спілки об'єднаних кооперативів СРСР.
У 1989—1997 рр. — головний економіст, віце-президент з економіки багатогалузевої фірми «Вибір-89». У 1997—2001 рр. — економіст, президент ТОВ «Міжнародна юридична служба». У 1998—2001 рр. — президент ЗАТ «Пульс».
Член правління УСПП у 1992—1997 рр.
Член Ради промисловців і підприємців при президенті у 1992—1993 рр. Член Ради промисловців і підприємців при прем'єр-міністрі у 1993—1994 рр. У 2001—2002 рр. був заступником голови Харківської облдержадміністрації.
У 1992—1996 рр. входив до Ради об'єднання «Нова Україна». З 1997 року — в лавах СДПУ(О). З грудня 1997 р. — секретар Харківської обласної організації. У 1998 році увійшов до складу Політбюро партії.
До Верховної Ради України обраний у 2002 році за списком СДПУ(О) (№ 9 в списку). Секретар Комітету з питань фінансів і банківської діяльності.
З 1997 р. — президент Харківської обласної федерації, член президії Федерації дзюдо України.
У вересні 2003 р. присвоєно почесне звання «Заслужений економіст України».
Помер у 25 березня 2007 р. після важкої, тривалої хвороби.